# (37599) 1992 EH18
1992 EH18 (asteroide 37599) é um asteroide da cintura principal. Possui uma excentricidade de 0.10901330 e uma inclinação de 8.45731º.
Este asteroide foi descoberto no dia 3 de março de 1992 por UESAC em La Silla.